# Liste der Gefäßpflanzen Deutschlands/H
- Haargerste, Wald- (Hordelymus europaeus) - Familie: Poaceae
- Haarsimse, Alpen- (Trichophorum alpinum) - Familie: Cyperaceae
- Haarstrang, Arznei- (Peucedanum officinale) - Familie: Apiaceae
- Haarstrang, Berg- (Peucedanum oreoselinum) - Familie: Apiaceae
- Haarstrang, Elsässer (Peucedanum alsaticum) - Familie: Apiaceae
- Haarstrang, Kümmelblättriger (Peucedanum carvifolia) - Familie: Apiaceae
- Haarstrang, Sumpf- (Peucedanum palustre) - Familie: Apiaceae
- Habichtskräuter, Echte (Hieracium subg. Hieracium) - Familie: Asteraceae - Artenliste Habichtskräuter
- Habichtskräuter, Mausohr- (Hieracium subg. Pilosella) - Familie: Asteraceae - Artenliste Habichtskräuter
- Hafer, Flug- (Avena fatua) - Familie: Poaceae
- Hafer, Sand- (Avena strigosa) - Familie: Poaceae
- Hafer, Tauber (Avena sterilis) - Familie: Poaceae
- Haferschmiele, Frühe (Aira praecox) - Familie: Poaceae
- Haferschmiele, Nelken- (Aira caryophyllea) - Familie: Poaceae
- Haftdolde, Acker- (Caucalis platycarpos) - Familie: Apiaceae
- Haftdolde, Breitblättrige (Turgenia latifolia) - Familie: Apiaceae
- Hahnenfuß, Acker- (Ranunculus arvensis) - Familie: Ranunculaceae
- Hahnenfuß, Alpen- (Ranunculus alpestris) - Familie:Ranunculaceae
- Hahnenfuß, Bastard- (Ranunculus hybridus) - Familie: Ranunculaceae
- Hahnenfuß, Brennender (Ranunculus flammula) - Familie:Ranunculaceae
- Hahnenfuß, Eisenhutblättriger (Ranunculus aconitifolius) - Familie: Ranunculaceae
- Hahnenfuß, Gebirgs- (Ranunculus breyninus) - Familie:Ranunculaceae
- Hahnenfuß, Gewöhnlicher Berg- (Ranunculus montanus) - Familie:Ranunculaceae
- Hahnenfuß, Gewöhnlicher Hain- (Ranunculus nemorosus) - Familie:Ranunculaceae
- Hahnenfuß, Gift- (Ranunculus sceleratus) - Familie: Ranunculaceae
- Hahnenfuß, Gletscher- (Ranunculus glacialis) - Familie: Ranunculaceae
- Hahnenfuß Gold- (Artengruppe) (Ranunculus auricomus agg.) - Familie: Ranunculaceae - Artenliste Gold-Hahnenfuß
- Hahnenfuß, Greniers Berg- (Ranunculus villarsii) - Familie:Ranunculaceae
- Hahnenfuß, Herzblättriger (Ranunculus parnassiifolius) - Familie: Ranunculaceae
- Hahnenfuß, Illyrischer (Ranunculus illyricus) - Familie:Ranunculaceae
- Hahnenfuß, Kärntner Berg- (Ranunculus carinthiacus) - Familie:Ranunculaceae
- Hahnenfuß, Knolliger (Ranunculus bulbosus) - Familie:Ranunculaceae
- Hahnenfuß, Kriechender (Ranunculus repens) - Familie: Ranunculaceae
- Hahnenfuß, Platanenblättriger (Ranunculus platanifolius) - Familie: Ranunculaceae
- Hahnenfuß, Polyanthemusähnlicher Hain- (Ranunculus polyanthemoides) - Familie:Ranunculaceae
- Hahnenfuß, Pontischer (Ranunculus ponticus) - Familie:Ranunculaceae
- Hahnenfuß, Sardischer (Ranunculus sardous) - Familie: Ranunculaceae
- Hahnenfuß, Scharfer (Ranunculus acris) - Familie:Ranunculaceae
- Hahnenfuß, Schlitzblättriger Hain- (Ranunculus polyanthemophyllus) - Familie:Ranunculaceae
- Hahnenfuß, Ufer- (Ranunculus reptans) - Familie:Ranunculaceae
- Hahnenfuß, Unechter Wenden- (Ranunculus pseudocassubicus) - Familie:Ranunculaceae
- Hahnenfuß, Vielblütiger Hain- (Ranunculus polyanthemos) - Familie:Ranunculaceae
- Hahnenfuß, Wolliger (Ranunculus lanuginosus) - Familie: Ranunculaceae
- Hahnenfuß, Wurzelnder Hain- (Ranunculus serpens) - Familie:Ranunculaceae
- Hahnenfuß, Zungen- (Ranunculus lingua) - Familie: Ranunculaceae
- Hainbuche (Carpinus betulus) - Familie: Betulaceae
- Hainsalat (Aposeris foetida) - Familie: Asteraceae
- Hainsimse, Ähren- (Luzula spicata) - Familie: Juncaceae
- Hainsimse, Alpen- (Luzula alpina) - Familie:Juncaceae
- Hainsimse, Behaarte (Luzula pilosa) - Familie: Juncaceae
- Hainsimse, Bleiche (Luzula pallidula) - Familie:Juncaceae
- Hainsimse, Braune (Luzula alpinopilosa) - Familie:Juncaceae
- Hainsimse, Feld- (Luzula campestris) - Familie:Juncaceae
- Hainsimse, Forsters (Luzula forsteri) - Familie: Juncaceae
- Hainsimse, Gelbliche (Luzula luzulina) - Familie: Juncaceae
- Hainsimse, Kahle (Luzula glabrata) - Familie: Juncaceae
- Hainsimse, Kopfige (Luzula congesta) - Familie:Juncaceae
- Hainsimse, Pyrenäen- (Luzula desvauxii) - Familie:Juncaceae
- Hainsimse, Schlanke Feld- (Luzula divulgata) - Familie:Juncaceae
- Hainsimse, Schnee- (Luzula nivea) - Familie: Juncaceae
- Hainsimse, Sudeten- (Luzula sudetica) - Familie:Juncaceae
- Hainsimse, Vielblütige (Luzula multiflora) - Familie:Juncaceae
- Hainsimse, Wald- (Luzula sylvatica) - Familie: Juncaceae
- Hainsimse, Weißliche (Luzula luzuloides) - Familie: Juncaceae
- Händelwurz, Mücken- (Gymnadenia conopsea) - Familie: Orchidaceae
- Händelwurz, Wohlriechende (Gymnadenia odoratissima) - Familie: Orchidaceae
- Hanf (Cannabis sativa) - Familie: Cannabaceae
- Hartgras (Sclerochloa dura) - Familie: Poaceae
- Hartriegel, Blutroter (Cornus sanguinea) - Familie: Cornaceae
- Hartriegel, Schwedischer (Cornus suecica) - Familie: Cornaceae
- Hartriegel, Weißer (Cornus sericea) - Familie: Cornaceae
- Haselblattbrombeere (Artengruppe) (Rubus corylifolius agg.) - Familie: Rosaceae - Kleinarten-Liste Haselblattbrombeere
- Haselnuss (Corylus avellana) - Familie: Betulaceae
- Haselwurz, Gewöhnliche (Asarum europaeum) - Familie: Aristolochiaceae
- Hasenglöckchen (Hyacinthoides non-scripta) - Familie: Hyacinthaceae
- Hasenlattich (Prenanthes purpurea) - Familie: Asteraceae
- Hasenohr, Hahnenfuß- (Bupleurum ranunculoides) - Familie: Apiaceae
- Hasenohr, Jacquins (Bupleurum gerardii) - Familie: Apiaceae
- Hasenohr, Langblättriges (Bupleurum longifolium) - Familie: Apiaceae
- Hasenohr, Rundblättriges (Bupleurum rotundifolium) - Familie: Apiaceae
- Hasenohr, Salz- (Bupleurum tenuissimum) - Familie: Apiaceae
- Hasenohr, Sichelblättriges (Bupleurum falcatum) - Familie: Apiaceae
- Hauhechel, Bocks- (Ononis arvensis) - Familie:Fabaceae
- Hauhechel, Dornige (Ononis spinosa) - Familie:Fabaceae
- Hauhechel, Gelbe (Ononis natrix) - Familie: Fabaceae
- Hauhechel, Kriechende (Ononis repens) - Familie:Fabaceae
- Hauswurz, Dach- (Sempervivum tectorum) - Familie: Crassulaceae
- Hauswurz, Fransen- (Jovibarba globifera) - Familie: Crassulaceae
- Hauswurz, Spinnweben- (Sempervivum arachnoideum) - Familie: Crassulaceae
- Hautfarn, Ansehnlicher (Trichomanes speciosum) - Familie: Hymenophyllaceae
- Hautfarn, Englischer (Hymenophyllum tunbrigense) - Familie: Hymenophyllaceae
- Heckenkirsche, Alpen- (Lonicera alpigena) - Familie: Caprifoliaceae
- Heckenkirsche, Blaue (Lonicera caerulea) - Familie: Caprifoliaceae
- Heckenkirsche, Rote (Lonicera xylosteum) - Familie: Caprifoliaceae
- Heckenkirsche, Schwarze (Lonicera nigra) - Familie: Caprifoliaceae
- Heckenrose, Falsche (Rosa subcollina) - Familie:Rosaceae
- Hederich (Raphanus raphanistrum) - Familie:Brassicaceae
- Heide, Glocken- (Erica tetralix) - Familie: Ericaceae
- Heide, Graue (Erica cinerea) - Familie: Ericaceae
- Heide, Schnee- (Erica carnea) - Familie: Ericaceae
- Heidelbeere (Vaccinium myrtillus) - Familie: Ericaceae
- Heidelbeere, Bastard- (Vaccinium x intermedium (Vaccinium myrtillus x V. vitis-idaea)) - Familie: Ericaceae
- Heilglöckchen, Alpen- (Cortusa matthioli) - Familie: Primulaceae
- Heilwurz (Seseli libanotis) - Familie: Apiaceae
- Heinrich, Guter (Chenopodium bonus-henricus) - Familie: Chenopodiaceae
- Heinrich-Brombeere, Guter- (Rubus bonus-henricus) - Familie:Rosaceae
- Hellerkraut, Acker- (Thlaspi arvense) - Familie: Brassicaceae
- Hellerkraut, Berg- (Thlaspi montanum) - Familie: Brassicaceae
- Hellerkraut, Galmei- (Thlaspi calaminare) - Familie:Brassicaceae
- Hellerkraut, Gebirgs- (Thlaspi caerulescens) - Familie:Brassicaceae
- Hellerkraut, Lauch- (Thlaspi alliaceum) - Familie: Brassicaceae
- Hellerkraut, Stängelumfassendes (Thlaspi perfoliatum) - Familie: Brassicaceae
- Helmkraut, Hohes (Scutellaria altissima) - Familie: Lamiaceae
- Helmkraut, Kleines (Scutellaria minor) - Familie: Lamiaceae
- Helmkraut, Spießblättriges (Scutellaria hastifolia) - Familie: Lamiaceae
- Helmkraut, Sumpf- (Scutellaria galericulata) - Familie: Lamiaceae
- Herzblatt, Sumpf- (Parnassia palustris) - Familie: Parnassiaceae
- Herzgespann, Echtes (Leonurus cardiaca) - Familie: Lamiaceae
- Herzgespann, Filziges (Leonurus marrubiastrum) - Familie: Lamiaceae
- Herzlöffel (Caldesia parnassiifolia) - Familie: Alismataceae
- Heusenkraut, Sumpf- (Ludwigia palustris) - Familie: Onagraceae
- Hexenkraut, Alpen- (Circaea alpina) - Familie: Onagraceae
- Hexenkraut, Gewöhnliches (Circaea lutetiana) - Familie: Onagraceae
- Hexenkraut, Mittleres (Circaea x intermedia (Circaea alpina x C. lutetiana)) - Familie: Onagraceae
- Himbeere (Rubus idaeus) - Familie: Rosaceae
- Himbeere, Bastard- (Rubus x pseudidaeus (Rubus caesius x R. idaeus)) - Familie: Rosaceae
- Himbeere, Pracht- (Rubus spectabilis) - Familie: Rosaceae
- Himbeere, Zimt- (Rubus odoratus) - Familie: Rosaceae
- Himmelsleiter, Blaue (Polemonium caeruleum) - Familie: Polemoniaceae
- Hirschsprung (Corrigiola litoralis) - Familie: Molluginaceae
- Hirschwurz (Peucedanum cervaria) - Familie: Apiaceae
- Hirschzunge (Asplenium scolopendrium) - Familie: Aspleniaceae
- Hirse, Haarästige (Panicum capillare) - Familie: Poaceae
- Hirse, Rispen- (Panicum miliaceum) - Familie: Poaceae
- Hirtentäschel, Gewöhnliches (Capsella bursa-pastoris) - Familie: Brassicaceae
- Hohldotter (Myagrum perfoliatum) - Familie: Brassicaceae
- Hohlsame, Strahlen- (Bifora radians) - Familie: Apiaceae
- Hohlzahn, Breitblättriger (Galeopsis ladanum) - Familie: Lamiaceae
- Hohlzahn, Bunter (Galeopsis speciosa) - Familie: Lamiaceae
- Hohlzahn, Gelber (Galeopsis segetum) - Familie: Lamiaceae
- Hohlzahn, Gewöhnlicher (Galeopsis tetrahit) - Familie: Lamiaceae
- Hohlzahn, Schmalblättriger (Galeopsis angustifolia) - Familie: Lamiaceae
- Hohlzahn, Zweispaltiger (Galeopsis bifida) - Familie: Lamiaceae
- Hohlzunge, Grüne (Coeloglossum viride) - Familie: Orchidaceae
- Holunder, Schwarzer (Sambucus nigra) - Familie: Adoxaceae
- Holunder, Trauben- (Sambucus racemosa) - Familie: Adoxaceae
- Holunder, Zwerg- (Sambucus ebulus) - Familie: Adoxaceae
- Honiggras, Weiches (Holcus mollis) - Familie: Poaceae
- Honiggras, Wolliges (Holcus lanatus) - Familie: Poaceae
- Hopfen, Gewöhnlicher (Humulus lupulus) - Familie: Cannabaceae
- Hopfenklee (Medicago lupulina) - Familie: Fabaceae
- Hornblatt, Raues (Ceratophyllum demersum) - Familie: Ceratophyllaceae
- Hornblatt, Zartes (Ceratophyllum submersum) - Familie: Ceratophyllaceae
- Hornklee, Alpen- (Lotus alpinus) - Familie: Fabaceae
- Hornklee, Gewöhnlicher (Lotus corniculatus) - Familie: Fabaceae
- Hornklee, Schmalblättriger (Lotus tenuis) - Familie: Fabaceae
- Hornklee, Sumpf- (Lotus pedunculatus) - Familie: Fabaceae
- Hornköpfchen, Sichelfrüchtiges (Ceratocephala falcata) - Familie: Ranunculaceae
- Hornkraut, Acker- (Cerastium arvense) - Familie: Caryophyllaceae
- Hornkraut, Alpen- (Cerastium alpinum) - Familie: Caryophyllaceae
- Hornkraut, Bärtiges (Cerastium brachypetalum) - Familie: Caryophyllaceae
- Hornkraut, Bleiches (Cerastium glutinosum) - Familie: Caryophyllaceae
- Hornkraut, Breitblättriges (Cerastium latifolium) - Familie: Caryophyllaceae
- Hornkraut, Dreigriffeliges (Cerastium cerastoides) - Familie: Caryophyllaceae
- Hornkraut, Dunkles (Cerastium pumilum) - Familie: Caryophyllaceae
- Hornkraut, Einblütiges (Cerastium uniflorum) - Familie: Caryophyllaceae
- Hornkraut, Filziges (Cerastium tomentosum) - Familie: Caryophyllaceae
- Hornkraut, Gewöhnliches (Cerastium holosteoides) - Familie: Caryophyllaceae
- Hornkraut, Großfrüchtiges (Cerastium lucorum) - Familie: Caryophyllaceae
- Hornkraut, Klebriges (Cerastium dubium) - Familie: Caryophyllaceae
- Hornkraut, Knäuel- (Cerastium glomeratum) - Familie: Caryophyllaceae
- Hornkraut, Quellen- (Cerastium fontanum) - Familie: Caryophyllaceae
- Hornkraut, Sand- (Cerastium semidecandrum) - Familie: Caryophyllaceae
- Hornkraut, Tenores (Cerastium tenoreanum) - Familie: Caryophyllaceae
- Hornkraut, Viermänniges (Cerastium diffusum) - Familie: Caryophyllaceae
- Hornmohn, Gelber (Glaucium flavum) - Familie: Papaveraceae
- Hornmohn, Roter (Glaucium corniculatum) - Familie: Papaveraceae
- Hufeisenklee (Hippocrepis comosa) - Familie: Fabaceae
- Huflattich (Tussilago farfara) - Familie: Asteraceae
- Hühnerhirse, Borstige (Echinochloa muricata) - Familie: Poaceae
- Hühnerhirse, Gewöhnliche (Echinochloa crus-galli) - Familie: Poaceae
- Hundskamille, Acker- (Anthemis arvensis) - Familie: Asteraceae
- Hundskamille, Färber- (Anthemis tinctoria) - Familie: Asteraceae
- Hundskamille, Österreichische (Anthemis austriaca) - Familie: Asteraceae
- Hundskamille, Ruthenische (Anthemis ruthenica) - Familie: Asteraceae
- Hundskamille, Stinkende (Anthemis cotula) - Familie: Asteraceae
- Hundspetersilie (Aethusa cynapium) - Familie: Apiaceae
- Hundsrauke, Französische (Erucastrum gallicum) - Familie: Brassicaceae
- Hundsrauke, Stumpfkantige (Erucastrum nasturtiifolium) - Familie: Brassicaceae
- Hundsrose, Falsche (Rosa subcanina) - Familie: Rosaceae
- Hundswurz (Anacamptis pyramidalis) - Familie: Orchidaceae
- Hundszahngras (Cynodon dactylon) - Familie: Poaceae
- Hundszunge, Deutsche (Cynoglossum germanicum) - Familie: Boraginaceae
- Hundszunge, Gewöhnliche (Cynoglossum officinale) - Familie: Boraginaceae
- Hungerblümchen, Frühlings- (Erophila verna) - Familie: Brassicaceae